# Emergency Shipbuilding Program

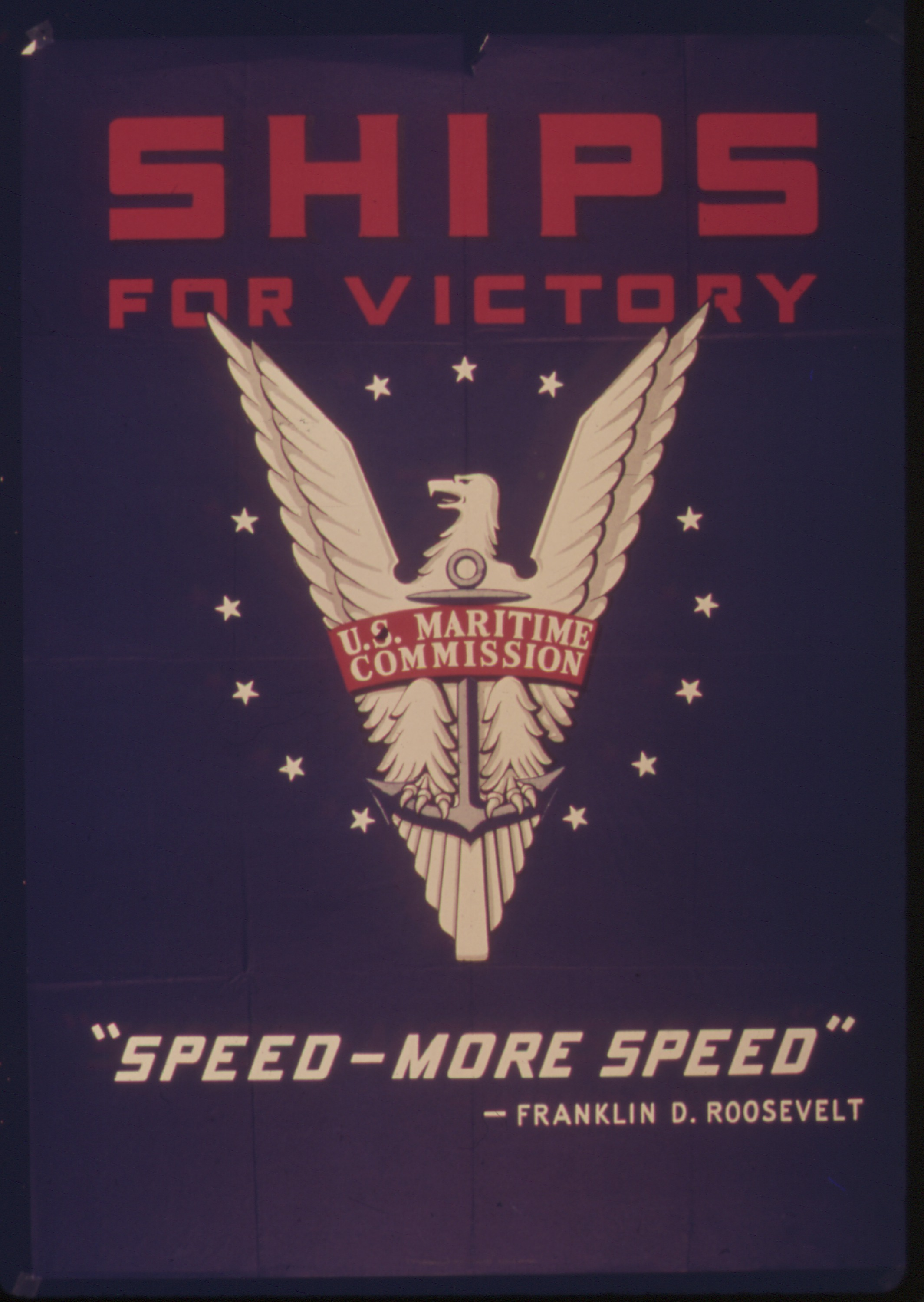

Le Emergency Shipbuilding Program (en anglais : programme de construction navale d'urgence) (fin 1940 - septembre 1945) est un effort du gouvernement des États-Unis visant à construire rapidement de simples cargos pour transporter des troupes et du matériel vers des alliés et des théâtres étrangers pendant la Seconde Guerre mondiale. Géré par la United States Maritime Commission, le programme permet la construction de près de 6 000 navires,,.

## Origines
À l'automne 1940, la marine marchande britannique souffre lors de la bataille de l'Atlantique, de nombreux navires de commerce sont coulés par les sous-marins allemands. Le Royaume-Uni ne peut en construire suffisamment pour remplacer ces pertes. Dirigé par Arthur Salter, un groupe appelé la British Merchant Shipping Mission vient en Amérique du Nord afin d'enrôler des chantiers navals américains et canadiens dans la construction de navires marchands. Comme tous les chantiers navals américains existants et capables de construire des navires marchands océaniques sont déjà occupés soit par la construction de navires pour la marine américaine soit par le programme de la United States Maritime Commission, le Long Range Shipbuilding Program (en anglais : Programme de construction navale à long terme). Ce programme débute trois ans plus tôt pour atteindre les objectifs énoncés dans le Merchant Marine Act of 1936 (en anglais : Loi sur la marine marchande de 1936). Cette mission négocie avec un consortium d'entreprises composé de Vigor Shipyards (siège à New York) et de Bath Iron Works' à Bath dans le Maine,.
Le nouveau chantier naval, appelé Todd-Bath Iron Shipbuilding Corporation, est une une toute nouvelle installation sur un terrain principalement vacant situé près de South Portland dans le Maine. Le but est d'y construire 30 cargos. Cette mission négocie avec un autre consortium composé de Todd et d'un autre groupe d'entreprises de construction lourde de l'ouest des États-Unis, aboutissant à la construction d'un nouveau chantier naval dans la région de la baie de San Francisco, là aussi dans le but de construire 30 cargos (identiques aux premiers).
Ce chantier doit s'appeler Todd-California Shipbuilding Corp. Il doit être construit sur les vasières de Richmond, du côté est de la baie. Les entreprises de construction qui composent la seconde moitié de cette société n'ont aucune expérience dans la construction navale, mais ont un curriculum vitae important avec la construction d'autoroutes, de ponts et de grands projets de travaux publics tels que le barrage Hoover, le barrage de Bonneville et le barrage de Grand Coulee. Connues sous le nom de Six Companies, les membres comprennent deux sociétés qui deviennent des puissances motrices dans la construction navale marchande en temps de guerre au cours des années suivantes. Les hommes derrière ces sociétés sont Henry John Kaiser, qui dirige les Kaiser Companies, et John McCone qui dirige la Bechtel/McCone Company.
Les contrats pour les deux chantiers et les navires sont signés le 20 décembre 1940. Tous les navires à construire sont nommés classe Ocean. Ils sont issus d'un design britannique déjà existant : des cargos à cinq calles d'environ 10 000 tonnes de déplacement et une vitesse de 11 nœuds à l'aide d'une machine à vapeur à triple expansion (obsolète, mais facilement disponible), et de chaudières à tubes de fumée de type Scotch alimentées au charbon. Le premier de ces navires, le SS Ocean Vanguard est lancé au chantier Todd-California le 15 octobre 1941,.